# Йота² Скорпиона
Йота² Скорпиона (ι2 Scorpii, ι2 Sco) — звезда в хвосте южного зодиакального созвездия Скорпиона. Обладает видимой звёздной величиной +4.82, видна невооружённым глазом. Вследствие наличия ошибок измерения параллакса расстояние до звезды известно лишь приближённо: объект находится на расстоянии около 2500 световых лет от Солнца. У данной звезды существует компаньон, видимая звёздная величина которого равна 11.0, находищийся на расстоянии 31.60 угловой секунды при позиционном угле 36° на эпоху 2000 года.
В литературе встречается два варианты отнесения данной звезды к спектральным классам: A2 Ib и A6 Ib. В обоих случаях звезда является сверхгигантом спектрального класса A, возраст оценивается в 30 млн лет, масса превосходит солнечную в 8,8 раза. Светимость данной звезды составляет 5798 светимостей Солнца, эффективная температура внешних слоёв атмосферы равна 6372 K. Наряду с другими звёздами данного типа, ι2 Скорпиона показывает небольшую переменность блеска с амплитудой 0,05 звёздной величины